# 아비앙카 항공 홀딩스
아비앙카 항공 홀딩스(영어: Avianca Holdings)은 콜롬비아의 수도인 보고타에 위치한 지주 항공사로 2010년 2월 엘살바도르 항공사인 TACA 항공과 콜롬비아의 항공사인 아비앙카 항공과 합병하여 지주 항공사의 신설하기로 합의했다. 두 회사의 합병은 시너지 효과와 중남미 항공 업계에 새로운 경쟁구도가 형성될 것으로 전망하고 있다. 2013년 5월에 TACA 항공이 아비앙카 엘살바도르로 사명이 변경되면서 중앙아메리카, 남아메리카의 최대 항공사로 성장하게 되었다. 경쟁 항공사로 GOL 항공, 라탐 그룹, 아줄 브라질 항공이 있다. 설립 초기 아비앙카 타카 홀딩스(영어: Avianca TACA Holdings)로 불렀으나 2013년에 현재의 사명으로 변경 했다.

## 주요 자회사
- 아비앙카 코스타리카
- 아비앙카 온두라스
- 아비앙카 브라질
- 아비앙카 에콰도르
- 아비앙카 엘살바도르
- 아비앙카 온두라스
- 아비앙카 카고
- 아비앙카 항공